# Talbot-Normalspurtriebwagen
Die Normalspurtriebwagen der Waggonfabrik Talbot waren eine Reihe besonders leicht gebauter zweiachsiger Triebwagen für den Betrieb auf Nebenbahnen. Die Fahrzeuge waren besonders in Brandenburg verbreitet und wurden nach 1949 in die Reihe VT 135.5 eingereiht. Die Fahrzeuge waren bis Ende der 1960er Jahre im Einsatz.

## Geschichte
Der Rückgang der Beförderungszahlen auf zahlreichen Privatbahnen Brandenburgs wie der Oderbruchbahn oder der Prignitzer Eisenbahn in der Zeit der Weltwirtschaftskrise zwang die Gesellschaften, ihren Betrieb zu rationalisieren. Wie schon bei der Spreewaldbahn zwei Jahre früher setzten die normalspurigen Privatbahnen auf Fahrzeuge der Waggonfabrik Talbot. 1936 erhielten die Oderbruchbahn und die Kleinbahnen der Kreise West- und Ostprignitz je vier Triebwagen (T 101–104 und T 601–604).
Durch die Fahrzeuge stieg die Zahl der Reisenden auf der Schiene wieder an. Bei der Oderbruchbahn war 1933 der Tiefpunkt bei den Beförderungszahlen erreicht, bis 1936 stiegen die Reisendenzahlen um 71 % an. Die Fahrzeuge waren für die verkehrsschwachen Zeiten im Personenzugdienst eingesetzt. Durch die Ausrüstung mit einer normalen Zug- und Stoßeinrichtung konnten sie einen Beiwagen mitführen, die Motorleistung war mit etwa 100 PS ausreichend.
Während des Zweiten Weltkrieges war besonders der T 104 der Oderbruchbahn durch seinen Antrieb mit Holzvergaser wegen der Kontingentierung des Dieselkraftstoffes freizügig einsetzbar. Nach dem Krieg waren die Fahrzeuge zunächst auf ihren Stammstrecken weiter eingesetzt. Sechs Triebwagen gelangten noch zur Deutschen Reichsbahn, ein Triebwagen (der T 103) war 1945 im Raum Köln und kam 1954 zur Tecklenburger Nordbahn. Dort behielt er seine ursprüngliche Bezeichnung und wurde nur intern als TN T8 bezeichnet. Der Triebwagen wurde dort bis 1964 eingesetzt und danach als Werkstattwagen weiterbetrieben. 1968 ist er ausgemustert worden. Die anderen Fahrzeuge wurden mit weiterer Zunahme der Beförderungsleistungen durch größere Fahrzeuge ersetzt, auf der Oderbruchbahn etwa wurden sie durch die DR 137 000 … 135 abgelöst. Die Talbot-Triebwagen wurden für die unterschiedlichsten Aufgaben in der Reichsbahndirektion Berlin verwendet und waren in Wittenberge konzentriert. Ausgemustert wurden sie bis Ende der 1960er Jahre, keines der Fahrzeuge hat eine EDV-Bezeichnung erhalten. So sind von den Fahrzeugen nur Fotos in der Literatur erhalten.

## Konstruktive Merkmale

### Wagenkasten
Die Triebwagen der Bauart Talbot hatten unabhängig von ihrer Antriebsanlage einen einheitlichen Aufbau und Innenausstattung, bei der für den Gasantrieb lediglich zwei Plätze der Inneneinrichtung für den Gasgenerator entfernt werden mussten. Vom äußeren Erscheinungsbild waren sie sehr elegant und dem Design der DR 135 061 … 132 ähnlich. Dabei waren sie, obwohl nur einen Meter kürzer als diese, fast fünf Tonnen leichter.
Die Inneneinrichtung bot 41 Sitzplätze, die in der Anordnung 4+1 in einem Großraumabteil zwischen den Einstiegsräumen angeordnet war. Der Platz für den Gasgenerator war im Einstiegsraum. Die reinen Dieselfahrzeuge hatten an der Stelle noch zwei zusätzliche Sitzplätze. Der in Fahrtrichtung hintere Einstiegsraum diente gleichzeitig als Gepäckraum.

### Maschinenanlage
In der Grundausstattung hatten die Fahrzeuge einen Dieselmotor mit einer Leistung von 110 PS. Außerdem wurden einige Fahrzeuge mit einer Antriebsanlage mit damals alternativen Brennstoffen ausgerüstet. Während sich ein Antrieb mit einer Anthrazitgasanlage nicht bewährte und wieder ausgebaut wurde, fuhren auch Fahrzeuge mit einer Holzgasanlage, die sich im Betrieb gut bewährte. Für den Betrieb wurde lufttrockenes Buchen- und Eichenholz klein gehackt verwendet. Der Verbrauch soll 1,8 kg Holz je Kilometer betragen haben. Der Wagen mit Holzgasantrieb bewährte sich auf der Oderbruchbahn sehr gut, seine Tagesleistung betrug 450 Kilometer. Als Leistungsübertragung war das mechanische Getriebe der Bauart TAG verwendet worden.